# Speocirolana endeca
Speocirolana endeca là một loài chân đều trong họ Cirolanidae. Loài này được Bowman miêu tả khoa học năm 1982.